# Leone di Lernia

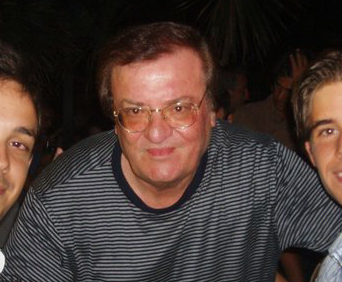
Leone di Lernia (2007)

Leone di Lernia  (* 18. April 1938 in Trani, Apulien; † 28. Februar 2017 in Mailand, Lombardei) war ein italienischer Komiker, Sänger und Moderator. Er war dafür bekannt, dass er bekannte Musikstücke mit neuen humorvollen und satirischen Texten versah, wie beispielsweise The Most Beautiful Girl in the World von Prince. Prominente und tagespolitische Ereignisse wurden dabei behandelt. Häufig verwandte er den Dialekt aus der Region Apulien für seine Lieder.

## Diskografie

### Singles
- Gaccia ad’ave/Spuosatiella geuvè (1975)
- Gaccia a te Mariuo’/U fesse ’nnamerate (1977)
- Sfregamece/Vieni fuor (1979)
- Ce cule ca tiene
- Padron pensaci tu/Spremi spremi (1983)
- La la li – la la la Pesce fritto e baccalà (1990)
- Lasciame ste’/Tu si scemo  (1991)
- La fatica non m’ingozza (1992)
- Tu si pazze/chi ruba (1992)
- Salut’m a Sord/Voglio fare tanti soldi  (1994)
- Cio’ … Los … Tress/Bailando (Magnando) (1997)

### Alben
Als Künstler mit Band Leone Di Lernia e la sua new rock band:
- Leone Di Lernia e la sua new rock band – Canzoni rock tranesi, Alpha Record (1975)
- Leone Di Lernia e la sua new rock band (Ed. Alpha Record, 1976)
- Leone Di Lernia e la sua new rock band (Ed. Carosello, 1977)

Als Solokünstler Leone di Lernia
- La pugliata (1979)
- MotorLover – Il rock del re delle puglie (raccolta, 1980)
- Padron pensaci tu, Duck records (1983)
- Disco (1984)
- Americanpuglia (1984)
- Compilation – I successi di Leone Di Lernia (raccolta, 1984)
- Barhouse Music (1990)
- Barhouse Music 2 (1991)
- Gran Barhouse – Il meglio di … Leone Di Lernia (raccolta, 1991)
- Leone Super Dance (1992)
- Disco Hauz (1993)
- Il (meglio) peggio di Leone di Lernia (raccolta, 1993)
- Leonemania (1994)
- Salut’m a Sord (1994)
- Leonlatino (1996)
- SuperLeone – Cio’ …Los … Tress (1997)
- Fesso … e tutto il resto (1997)
- Re Leone Di Lernia (1998)
- Leonestate (1998)
- Leone superstar – I grandi successi di Leone di Lernia (raccolta, 1999)
- Giubileone (2000)
- Leone 2000 (2000)
- Il Gran Porcello (2001)
- Zizzaniaman (2002)
- Porcello 2 – Il ritorno (2002)
- Zizzaniaman 2 + Il meglio dello zoo di 105 (2003)
- The Best of the Bestia – Trash compilation (raccolta, 2004)
- Un Leone su Marte (2004)
- Sfigato (2004)
- Leone D’oro – Il peggio di Leone di Lernia (raccolta, 2005)
- Casa di Lernia (2006)
- Ma che figo sono con Auz Triccaballac (2006)
- L’isola dei leoni (raccolta, 2006)
- Squich (2007)
- Si nu baccalà (2007)
- Leone Best 2008 (raccolta, 2008)
- Leone di Lernia contro tutti (2009)
- Fuori o dentro lo zoo? (2010)
- Il presidente querela forte (2011)
- Eccitato (2012)
- Capra (2013)
- Tutto Leone di Lernia: 40 successi (2013)
- Perché son gay (2014)
- EXPO (2015)